# Denise Lewis
Denise Lewis née le 27 août 1972 à West Bromwich, est une athlète britannique, pratiquant l'heptathlon, championne olympique en 2000.

## Biographie
Née en 1972 à West Bromwich, elle est la fille d'une jeune femme originaire de la Jamaïque, qui n'avait que dix-sept ans à sa naissance et qui l'a élevée seule avec peu de moyens, mais qui s'est démenée pour qu'elle ait enfant accès à ce qu'il y avait de mieux. Elle a d'abord fait des claquettes, puis s'est passionnée pour l'athlétisme, faisant trois heures de transport quatre fois par semaine pour aller s'entraîner avec celui que sa mère avait retenu comme coach. 
Elle est sélectionnée puis obtient une médaille de bronze en heptathlon aux Jeux olympiques d'été de 1996, termine deuxième aux championnats du monde en 1997 et 1999, derrière Eunice Barber. Puis elle remporte une médaille d'or aux Jeux olympiques d'été de 2000, avec 6 584 points.
Elle est confrontée à plusieurs blessures après cette victoire olympienne, participe encore aux Jeux olympiques de 2004 et décide d'arrêter la compétition en juin 2005.
Elle contribue également grandement à l'obtention des Jeux olympiques d'été de 2012 par Londres.

## Décorations
- Dame commandeur de l'ordre de l'empire britannique (DBE) en 2022[4]

## Palmarès

### Jeux olympiques d'été
- médaille d'or aux Jeux olympiques d'été de 2000
- médaille de bronze aux Jeux olympiques d'été de 1996

### Championnats du monde d'athlétisme
- médaille d'argent aux Championnats du monde d'athlétisme 1999
- médaille d'argent aux Championnats du monde d'athlétisme 1997

### Championnats d'Europe d'athlétisme
- médaille d'or aux Championnats d'Europe d'athlétisme 1998

### Jeux du Commonwealth
- Jeux du Commonwealth de 1994 à Victoria ( Canada)
  - 8e en saut en longueur
  -  Médaille d'or à l'heptathlon
- Jeux du Commonwealth de 1998 à Kuala Lumpur ( Malaisie)
  -  Médaille d'or à l'heptathlon